# Ambam
Ambam è un centro abitato del Camerun, situato nella Regione del Sud.